# Chassalia longiloba
Chassalia longiloba är en måreväxtart som beskrevs av Attila L. Borhidi och Bernard Verdcourt. Chassalia longiloba ingår i släktet Chassalia och familjen måreväxter.
Artens utbredningsområde är Tanzania. Inga underarter finns listade i Catalogue of Life.